# Накло (Опольське воєводство)
Накло (пол. Nakło) — село в Польщі, у гміні Тарнув-Опольський Опольського повіту Опольського воєводства.
Населення — 1477 осіб (2011).
У 1975-1998 роках село належало до Опольського воєводства.

## Демографія
Демографічна структура станом на 31 березня 2011 року:
|          | Загалом | Допрацездатний вік | Працездатний вік | Постпрацездатний вік |
| -------- | ------- | ------------------ | ---------------- | -------------------- |
| Чоловіки | 707     | 127                | 500              | 80                   |
| Жінки    | 770     | 113                | 490              | 167                  |
| Разом    | 1477    | 240                | 990              | 247                  |